# Санітарна техніка
Саніта́рна те́хніка (санте́хніка) — термін для позначення ряду технічних засобів, що належать до каналізації, опалення, вентиляції приміщень, водо-, тепло- і газопостачання. Як випливає з назви, санітарна техніка призначена для забезпечення дотримання встановлених санітарним законодавством санітарних норм у будівлях. Стандарти для санітарної техніки встановлені ДСТУ.
Традиційно під сантехнікою розуміють вироби, призначені для вбиралень та ванних кімнат. Сюди належать не лише безпосередньо ванни, раковини, крани, умивальники, мийки та унітази, але і джакузі, душові кабіни, змішувачі, біде та інші аксесуари.
Сантехніку виготовляють з різноманітних матеріалів, як традиційних, так і нових. Це може бути скло, метал, мармур, фаянс, литий полімер, кварцит та ін.